# Benning W. Jenness

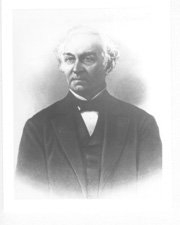
Benning W. Jenness

Benning Wentworth Jenness (* 14. Juli 1806 in Deerfield, Rockingham County, New Hampshire; † 16. November 1879 in Cleveland, Ohio) war ein US-amerikanischer Politiker (Demokratische Partei), der den Bundesstaat New Hampshire im US-Senat vertrat.

## Leben
Nach dem Besuch der Bradford Academy, einer Privatschule in Massachusetts, schlug Benning Jenness eine kaufmännische Berufslaufbahn ein. Von 1826 bis 1856 war er dabei in Strafford tätig. Parallel dazu übte er auf örtlicher Ebene eine Reihe von Ämtern aus; er gehörte auch für einige Zeit dem Repräsentantenhaus von New Hampshire an.
Von 1841 bis 1845 fungierte Jenness als Nachlassrichter im Strafford County. Am 1. Dezember 1845 wurde er dann zum kommissarischen Nachfolger von Senator Levi Woodbury ernannt, der einer Berufung an den Obersten Gerichtshof gefolgt war. Er übte sein Amt bis zum 13. Juni 1846 aus, ehe er das Mandat an den zum offiziellen Nachfolger gewählten Joseph Cilley übergab. Jenness bemühte sich im selben Jahr um die Wahl ins US-Repräsentantenhaus, scheiterte aber.
Danach war er nur noch sporadisch politisch tätig. 1850 nahm er am Verfassungskonvent von New Hampshire teil; im Jahr 1861 wurde er als Gouverneur des Staates vorgeschlagen, lehnte die Nominierung aber ab. Jenness zog dann nach Ohio und war dort im Holzhandel sowie im Bankgewerbe tätig.